# Laurence Boone
Pour les articles homonymes, voir Boone.
Laurence Boone, née le 15 mai 1969 à Boulogne-Billancourt, est une femme politique et économiste française spécialisée en macroéconomie, en politique européenne et en finances publiques.
Après une carrière dans le privé et l'enseignement, elle est conseillère économique de François Hollande, président de la République française, de juillet 2014 à mars 2016. Elle poursuit sa carrière au sein du groupe Axa puis de l'Organisation de coopération et de développement économiques (OCDE).
Le 4 juillet 2022, elle est nommée secrétaire d'État chargée de l'Europe dans le  gouvernement Élisabeth Borne mais ne fait ensuite plus partie du gouvernement français à compter du 8 janvier 2024.

## Biographie

### Famille et formation
D'une famille aux lointaines origines irlandaises, fille d'ingénieur, Laurence Boone effectue sa scolarité dans les institutions de Notre-Dame-de-Sion, La Bruyère-Sainte-Isabelle et l’École du Sacré-Cœur.
Laurence Boone est diplômée de l'université Paris-Nanterre (DEA de modélisation et d'analyse quantitative), de la London Business School (doctorat d'économie) et de l'université de Reading (master d'économétrie).
Elle est l'épouse du polytechnicien Xavier Faure et mère de deux enfants.

### Carrière

#### Dans le privé et dans la recherche
Laurence Boone commence sa carrière en tant qu'analyste chez Merrill Lynch Asset Management (1995-1996). Elle devient ensuite chercheuse au Centre d'études prospectives et d'informations internationales, le CEPII (1996-1998), puis économiste au département des affaires économiques de l'OCDE (1998-2004). En 2004, elle rejoint Barclays Capital France en tant que chef-économiste.
En 2011, elle devient chef-économiste Europe de Bank of America Merrill Lynch, qu'elle quitte en 2014 pour rejoindre l’Élysée.
En mars 2016, quittant son poste de conseillère auprès de François Hollande, Laurence Boone rejoint le groupe Axa comme chef économiste,,,.
Le 5 juin 2018, elle est nommée chef économiste de l'OCDE, en remplacement de Catherine Mann. En janvier 2022, Laurence Boone est nommée secrétaire générale adjointe de l'OCDE.
Laurence Boone est membre du Cercle des économistes.
Elle a enseigné à l'École polytechnique, à l'ENSAE, à Sciences Po Paris et à l’École normale supérieure de Cachan. Elle a par ailleurs été membre du jury du concours de l'ENA.
Elle est membre du conseil d'administration du groupe Kering (ex-PPR) de 2010 à 2014, puis de 2016 à 2018.
Laurence Boone est l'auteure de nombreuses publications dans le cadre de ses fonctions d’études et de recherche au CEPII ou à l'OCDE, ou encore dans le cadre des rencontres organisées par Le Cercle des économistes.
Début 2014, elle rédige des chroniques dans le quotidien L'Opinion.
En septembre 2024, elle prend la tête de la filiale française de la banque espagnole Santander.

#### Gouvernement Manuel Valls (2)
En juillet 2014,, Laurence Boone est nommée au poste de conseiller économique et financier au palais de l'Élysée. L'annonce de sa nomination auprès du président de la République François Hollande est faite début juin 2014 en anticipation d'un futur départ d'Emmanuel Macron.
Le 26 décembre 2014, elle voit son titre changer : de conseillère, chef du pôle « Économies et finances », elle devient conseillère spéciale pour les affaires économiques et financières multilatérales et européennes, sherpa de François Hollande, à l'occasion du mouvement « simplificateur » du cabinet de celui-ci. Durant la crise de la dette publique grecque, elle participe à le convaincre de l'importance de maintenir la Grèce dans la zone euro,.
Elle participe à la réunion du groupe Bilderberg de 2015,.

#### Gouvernement Élisabeth Borne
Le 4 juillet 2022, Laurence Boone est nommée secrétaire d'État chargée de l'Europe dans le gouvernement Élisabeth Borne.
En octobre 2022, interrogée par le quotidien La Repubblica sur la manière dont le gouvernement français travaillera avec le prochain gouvernement italien, elle affirme : « Nous serons très vigilants sur le respect des valeurs et des règles de l’État de droit ». Ces déclarations provoquent la colère de Giorgia Meloni, dont le parti Frères d'Italie a terminé vainqueur des législatives du 25 septembre précédent. Meloni, Presidente du Conseil des ministres depuis le 22 octobre 2022, réagit en dénonçant « une menace inacceptable d’ingérence contre un Etat souverain membre de l’Union européenne ».

## Ouvrages
- Agnès Bénassy-Quéré, Laurence Boone et Virginie Coudert (3e édition [entièrement refondue et mise à jour]), Les taux d'intérêt, la Découverte, coll. « Repères », 2015 (1re éd. 2003), 126 p. (ISBN 978-2-7071-8586-0)
- Laurence Boone, Antoine Goujard, Jean-Pierre Bellier, Le cerveau face au numérique: L'impact des écrans sur les jeunes, Futuribles, 31 octobre 2019

## Décorations
Le 12 juillet 2013, Laurence Boone est nommée au grade de chevalier dans l'ordre national de la Légion d'honneur au titre de « directrice de la recherche économique d'une banque d'investissement ; 20 ans de services » puis faite chevalier le 3 février 2014. Elle est promue au grade d'officier le 15 janvier 2025 au titre de « directrice d'une banque d'investissement et de financement, ancienne secrétaire d'État ».

## Pour approfondir